# Hannah Waterman
Hannah Waterman (Londres, Inglaterra; 22 de julio de 1975) es una actriz inglesa, más conocida por su interpretación como Laura Beale en la serie británica EastEnders.

## Biografía
Hannah es hija del actor Dennis Waterman y la actriz Patricia Maynard, tiene una hermana menor llamada Julia Waterman. Su tío paterno es el boxeador Peter Waterman, su padrastro es Jeremy Griggs, un juez de circuito.
Es muy buena amiga de las actrices Letitia Dean, Charlie Brooks y Lucy Speed, con quienes trabajó en Eastenders.
Hannah se comprometió con su novio, el actor Ricky Groves en febrero del 2005 mientras se encontraban de vacaciones en Barbados, poco después la pareja se casó el 2 de septiembre de 2006 en Inwardleigh, Devon. Sin embargo en enero del 2010 Hannah anunció que se habían separado.
En junio del 2010 comenzó a salir con el actor Huw Higginson quien dejó a su esposa y dos hijos para irse con Hannah, más tarde en abril del 2011 Hannah anunció que estaba embarazada de seis meses.
En julio del 2011 Hannah y Huw tuvieron su primer hijo juntos, Jack Higginson.

## Carrera
El 17 de febrero de 2000 se unió al elenco de la exitosa serie británica EastEnders donde interpretó a Laura Dunn-Belae, hasta el 30 de abril de 2004, después de que su personaje muriera al tropesarse y caer de unas escaleras. Su madre apareció en la serie en el 2001 interpretando a Edwina Dunn, la madre de Laura. Antes de interpretar a Laura dio vida a María, una paciente con VIH en 1997.
Del 2006 al 2010 apareció como personaje recurrente en la serie New Tricks donde interpretó a Emily Driscoll, la hija de Gerry Standing, interpretado por su verdadero padre, Dennis Waterman. En el 2006 interpretó a Fern Parker en la serie The Bill, anteriormente había aparecido por primera vez en la serie en el 1997 donde interpretó a Linda Smith en el episodio "Gaybashing".
En el 2007 se unió a la segunda temporada del concurso de canto Just the Two of Us, su pareja fue el cantante Marti Pellow, ambos ganaron el primer lugar.
En el 2009 lanzó DVD para hacer ejercicio llamado Hannah Waterman's Body Blitz, ese mismo año en diciembre Hannah reemplazó a la actriz Julie Goodyear en el papel de Cora durante la producción Calendar Girls hasta enero del 2010, posteriormente interpretó de nuevo a Cora de enero a abril del mismo año y a Ruth de mayo hasta julio.
En el 2012 apareció como invitada en la serie médica Holby City donde interpretó a Ruby Macintosh, anteriormente había aparecido por primera vez en la serie en el 2007 cuando interpretó a Pauline McDonald durante el episodio "The End of the World as We Know It".

## Filmografía
Series de televisión
| Año         | Título              | Personaje              | Notas                           |
| ----------- | ------------------- | ---------------------- | ------------------------------- |
| 2012        | Holby City          | Ruby Macintosh         | episodio "Half a Person"        |
| 2006 - 2010 | New Tricks          | Emily Driscoll         | 7 episodios                     |
| 2007        | The Afternoon Play  | Kate                   | episodio "Come Fly with Me"     |
| 2006        | The Bill            | Fern Parker            | 4 episodios                     |
| 2006        | Doctors             | Maria Thomas           | episodio "Keys to the Heart"    |
| 2000 - 2004 | EastEnders          | Laura Dunn             | 346 episodios                   |
| 2000        | Peak Practice       | Mel                    | episodio "Family Values"        |
| 1999        | Big Bad World       | Joven del Supermercado | episodio "Don't Shoot the Cows" |
| 1998        | Trial & Retribution | Enfermera              | episodio # 2.1                  |
| 1998        | Supply & Demand     | Mesera                 | episodio "Blood Ties: Part 2"   |
| 1998        | Casualty            | María                  | episodio "Honey Bunny"          |
| 1997        | Dangerfield         | Maura Puller           | episodio "Inappropriate Adults" |

Películas
| Año  | Título                    | Personaje        | Notas                                                  |
| ---- | ------------------------- | ---------------- | ------------------------------------------------------ |
| 2011 | Patient 17                | Sarah Benedict   | junto a Matthew Chambers, Ojan Genc & Jonathan Linsley |
| 2009 | To Cancer and Beyond      | Angela           | corto - junto a Finn Atkins                            |
| 2000 | Trust                     | Secretaria Legal | -                                                      |
| 1998 | Tess of the D'Urbervilles | Nancy            | junto a Charlotte Bellamy & Justine Waddell            |
| 1997 | The Missing Postman       | Joven en el Café | -                                                      |

Apariciones
| Año  | Programa           | Notas                     |
| ---- | ------------------ | ------------------------- |
| 2007 | Just the Two of Us | 4 episodios - concursante |

Teatro
| Año         | Obra                   | Personaje   | Teatro                 | Notas                                                   |
| ----------- | ---------------------- | ----------- | ---------------------- | ------------------------------------------------------- |
| 2011        | Survive!               | -           | Alexandra Theatre      | -                                                       |
| 2010        | Carrie's War           | Tía Lou     | Richmond Theatre       | junto a Brigit Forsyth                                  |
| 2009 - 2010 | Calendar Girls         | Cora & Ruth | -                      | junto a Letitia Dean, Gemma Atkinson & Lynda Bellingham |
| 2009        | Rattle Of A Simple Man | Prostituta  | New End Theatre        | junto a Huw Higginson                                   |
| -           | Killing Time           | -           | -                      | junto a Huw Higginson                                   |
| -           | The Vagina Monologues  | -           | Stephen Joseph Theatre | -                                                       |
| 2005 - 2006 | Tom, Dick and Harry    | -           | West End               | -                                                       |